# أياكس أمستردام موسم 2011–12
كان موسم 2011–12 هو الموسم الـ112 لنادي أياكس والموسم الـ56 على التوالي للنادي في الدوري الهولندي، شارك نادي أياكس في الدوري الهولندي الممتاز، وكأس هولندا، ودوري أبطال أوروبا، والدوري الأوروبي. تم إجراء التدريب الأول في 27 يونيو 2011. سيتم عقد اليوم المفتوح التقليدي لنادي أياكس في 3 أغسطس 2011، تليها مباراة تكريمية لحارس مرمى أياكس السابق المتقاعد أدوين فان در سار.